# مونا برورسون
مونا برورسون (انگلیسی: Mona Brorsson؛ زادهٔ ۲۸ مارس ۱۹۹۰) ورزشکار دوگانه، و اسکی‌باز صحرانوردی اهل سوئد است.